# Asaracus
Asaracus C. L. Koch, 1846 è un genere di ragni appartenente alla famiglia Salticidae.

## Distribuzione
Le 6 specie oggi note di questo genere sono state rinvenute in America meridionale: 2 sono endemiche del Brasile, 2 della Guyana e 1 del Venezuela.

## Tassonomia
A dicembre 2010, si compone di sei specie:
- Asaracus megacephalus C. L. Koch, 1846[2] — Brasile
- Asaracus modestissimus (Caporiacco, 1947) — Guyana
- Asaracus roeweri Caporiacco, 1947 — Guyana
- Asaracus rufociliatus (Simon, 1902) — Brasile, Guyana
- Asaracus semifimbriatus (Simon, 1902) — Brasile
- Asaracus venezuelicus (Caporiacco, 1955) — Venezuela

### Specie trasferite
- Asaracus elegantulus Mello-Leitão, 1947; l'esemplare, trasferito al genere Chira con la denominazione provvisoria di Chira elegantula, a seguito di un lavoro degli aracnologi Edwards, Ruiz & Brescovit del 2005, è stato riconosciuto in sinonimia con Chira thysbe Simon, 1902[1].
- Asaracus pauciaculeis Caporiacco, 1947; gli esemplari, reperiti in Guyana, a seguito di uno studio degli aracnologi Ruiz & Brescovit del 2008, sono stati trasferiti al genere Mago O. P.-Cambridge, 1882[1].
- Asaracus psecadiformis Caporiacco, 1947; l'esemplare, trasferito al genere Frigga con la denominazione provvisoria di Frigga psecadiformis, a seguito di un lavoro dell'aracnologa Galiano del 1979, è stato riconosciuto in sinonimia con Frigga kessleri (Taczanowski, 1872)[1].